# آرامگاه بید آبادی
بقعه بید آبادی مربوط به دوره قاجار است و در اصفهان، جنوب تخت فولاد، خیابان سعادت آباد واقع شده و این اثر در تاریخ ۱۰ خرداد ۱۳۸۲ با شمارهٔ ثبت ۹۰۹۳ به‌عنوان یکی از آثار ملی ایران به ثبت رسیده است.